# Théodore Hersart de la Villemarqué
Théodore Hersart de la Villemarqué (Quimperlé, 1815- Keransker, 1895) fue un erudito, político y poeta francés en lengua bretona.
Estudió en Rennes y París y fue conocido con el apodo de Teodor a gKervarker. Es considerado discípulo de Jean-François-Marie Le Gonidec e influido tanto por los hermanos Grimm como por François-René de Chateaubriand, compuso la recopilación Barzaz Breizh (Cantos de Bretaña, 1838), considerada la primera gran obra del bretón moderno y que fue presentada en su momento como una recopilación de los antiguos cantos de Armórica al estilo del Ossian del escocés James MacPherson. Fueron alabados por Georges Sand (quien la compararía con la Odisea), Alphonse de Lamartine y otros autores franceses. A la vez comenzó una polémica sobre la autenticidad o superchería de la obra, qué eran antiguos cantos y qué era invención de La Villemarqué. En 1838 visitó Gales, donde fue entronizado bardo del Gorsedd.
Aprovecharía su amistad con Graveran, obispo de Quimper en 1846, para utilizar las reformas de Gonidec como koiné bretona en la catequesis de las parroquias. En los últimos años colaboró con Gonidec en la edición de la Biblia en bretón. François-Marie Luzel fue discípulo suyo.
- Datos: Q1391034
- Multimedia: Théodore Hersart de la Villemarqué / Q1391034